# Mira Monte (Kalifornija)
Mira Monte je naseljeno područje za statističke svrhe u američkoj saveznoj državi Kalifornija. Prema popisu stanovništva iz 2010. u njemu je živjelo 6.854 stanovnika.